# Alvin i vjeverice 2
Alvin i vjeverice 2 (eng. Alvin and the Chipmunks: The Squeakquel) obiteljski je film iz 2009. o životu i povratku benda Alvin and the Chipmunks (u animiranom filmu istog naziva). Režirao ga je Betty Thomas a producirala Bagdasarian Productions, Regency Enterprises, i 20th Century Fox.

## Radnja
“Alvin and the Chipmunks: The Squeakquel” vraća na velike ekrane našu omiljenu krznatu braću, Alvina, Simona i Theodorea.

## Glavne uloge
- Zachary Levi - Toby Seville
- David Cross - Ian Hawke
- Jason Lee - Dave Seville
- Justin Long - Alvin Seville
- Christina Applegate - Brittany
- Matthew Gray Gubler - Simon Seville
- Anna Faris - Jeanette
- Jesse McCartney - Theodore Seville
- Amy Poehler - Eleanor
- Wendie Malick - Dr. Rubin
- Anjelah Johnson - Julie Ortega
- Kevin G. Schmidt - Ryan Edwards
- Chris Warren, Jr. - Xander
- Bridgit Mendler - Becca Kingston
- Alexandra Shipp - Valentina
- Aimee Carrero - Emily
- Brando Eaton - Jeremy Smith
- Kathryn Joosten - Aunt Jackie Seville

## Unutarnje poveznice
- Bagdasarian Productions
- Regency Enterprises
- 20th Century Fox

## Vanjske poveznice
- Alvin i vjeverice 2 u internetskoj bazi filmova IMDb-a (engl.)
- Alvin i vjeverice 2 na Rotten Tomatoes (engl.)